# David A. Lake
David A. Lake (* 18. August 1956) ist ein US-amerikanischer Politikwissenschaftler und Professor an der University of California, San Diego. Er wurde durch seine Beiträge zur politikwissenschaftlichen Teildisziplin Internationale Beziehungen bekannt und wird zu den Vertretern des Neorealismus gezählt. 2010/2011 amtierte er als Präsident der International Studies Association (ISA) und 2016/17 als Präsident der American Political Science Association (APSA).
Lake wurde 1984 an der Cornell University zum Ph.D. promoviert. Von 2005 bis 2012 war er Gründungsvorsitzender der International Political Economy Society. 2006 wurde er in die American Academy of Arts and Sciences gewählt.

## Schriften (Auswahl)
- Indirect Rule: The Making of US International Hierarchy. Cornell University Press, Ithaca 2024, ISBN
- Statebuilder's dilemma. On the limits of foreign intervention. Cornell University Press, Ithaca/London 2016, ISBN 978-1-50170-030-9.
- Hierarchy in international relations. Cornell University Press, Ithaca 2009, ISBN 978-0-80144-756-3.
- Entangling relations : American foreign policy in its century. Princeton University Press, Princeton 1999, ISBN 069105990X.
- Power, protection, and free trade. International sources of U.S. commercial strategy, 1887-1939. Cornell University Press, Ithaca 1988, ISBN 978-1-5017-7376-1.